# Heilly
Heilly est une commune française située dans le département de la Somme en région Hauts-de-France.

## Géographie

### Localisation
Heilly est une commune périurbaine picarde de l'Amiénois située à 18 km au nord-est d'Amiens, 10 km au sud-ouest d'Albert et à 55 km de Saint-Quentin.
Elle se trouve dans l'aire d'attraction d'Amiens ainsi que dans sa zone d'emploi, et dans le bassin de vie de Corbie

### Communes limitrophes
Les communes limitrophes sont  Baizieux, Bonnay, Corbie, Franvillers, Méricourt-l'Abbé et Ribemont-sur-Ancre.
| Franvillers | Baizieux         |                    |
| Bonnay      | Heilly           | Ribemont-sur-Ancre |
| Corbie      | Méricourt-l'Abbé |                    |

### Géologie et relief

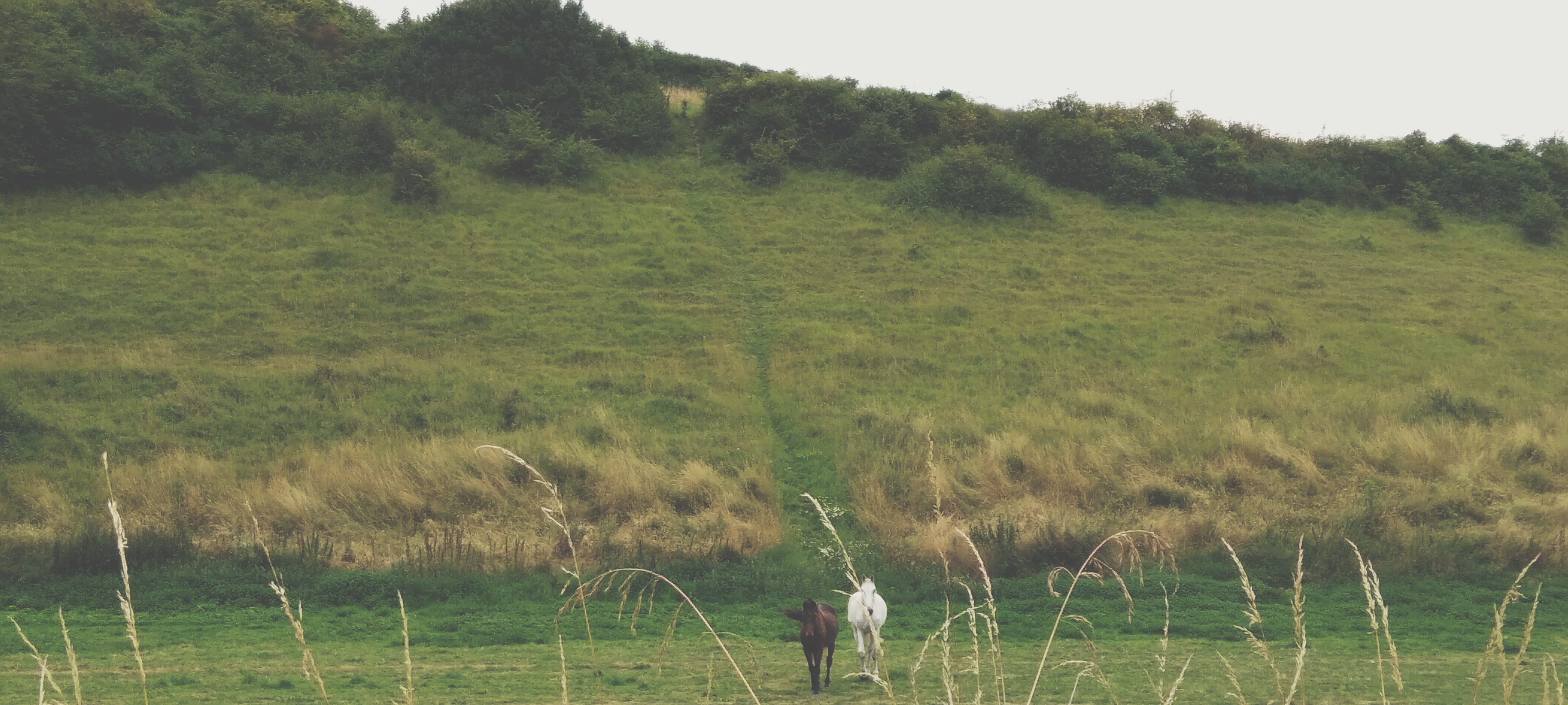
Le larris de la Vallée aux Moines.

Dans la vallée de l'Ancre, le sol est formé d'alluvions. Au bas des versants, la terre est de nature argilo-siliceuse. Sur le plateau, elle est limoneuse. D'une façon générale, le sol est argileux et le sous-sol crayeux.
Au nord-ouest, la vallée de l'Ancre est encaissée. Deux plateaux assez réguliers dominent la commune. Ils sont marqués par deux dépressions : au nord-ouest, le fond du Sart ; à l'ouest, la vallée Maître Jean Morel.
Le relief de la commune se divise en deux grandes entités distinctes : un plateau limoneux au nord sur la plus grande partie du territoire et la vallée de l'Ancre parsemée d'étangs au sud.
Le profil évasé de la vallée accueille, sur ses marges, de quelques prairies humides. Les sols du fond de vallée se sont développés sur des alluvions modernes, souvent riches en matières organiques paratourbeuses.

### Hydrographie

#### Réseau hydrographique
La commune est située dans le bassin Artois-Picardie. Elle est drainée par l'Ancre, la Boulangerie et divers autres petits cours d'eau.
Le sud de la commune est limité par l'Ancre. D'une longueur de 37 km, ce cours d'eau prend sa source dans la commune de Miraumont et se jette  dans la Somme canalisée à Aubigny, après avoir traversé 21 communes. Les caractéristiques hydrologiques de l'Ancre sont données par la station hydrologique située sur la commune. Le débit moyen mensuel est de 2,44 m3/s. Le débit moyen journalier maximum est de 6,9 m3/s, atteint lors de la crue du 4 avril 2024. Le débit instantané maximal est quant à lui de 7,14 m3/s, atteint le même jour.
A la fin du XIXe siècle, la nappe phréatique était peu profonde. Une rivière temporaire que la population appelait la « mer rousse » apparaissait à cette époque, en cas de fortes précipitations ou de fonte des neiges, dans la rue Bordevillers.

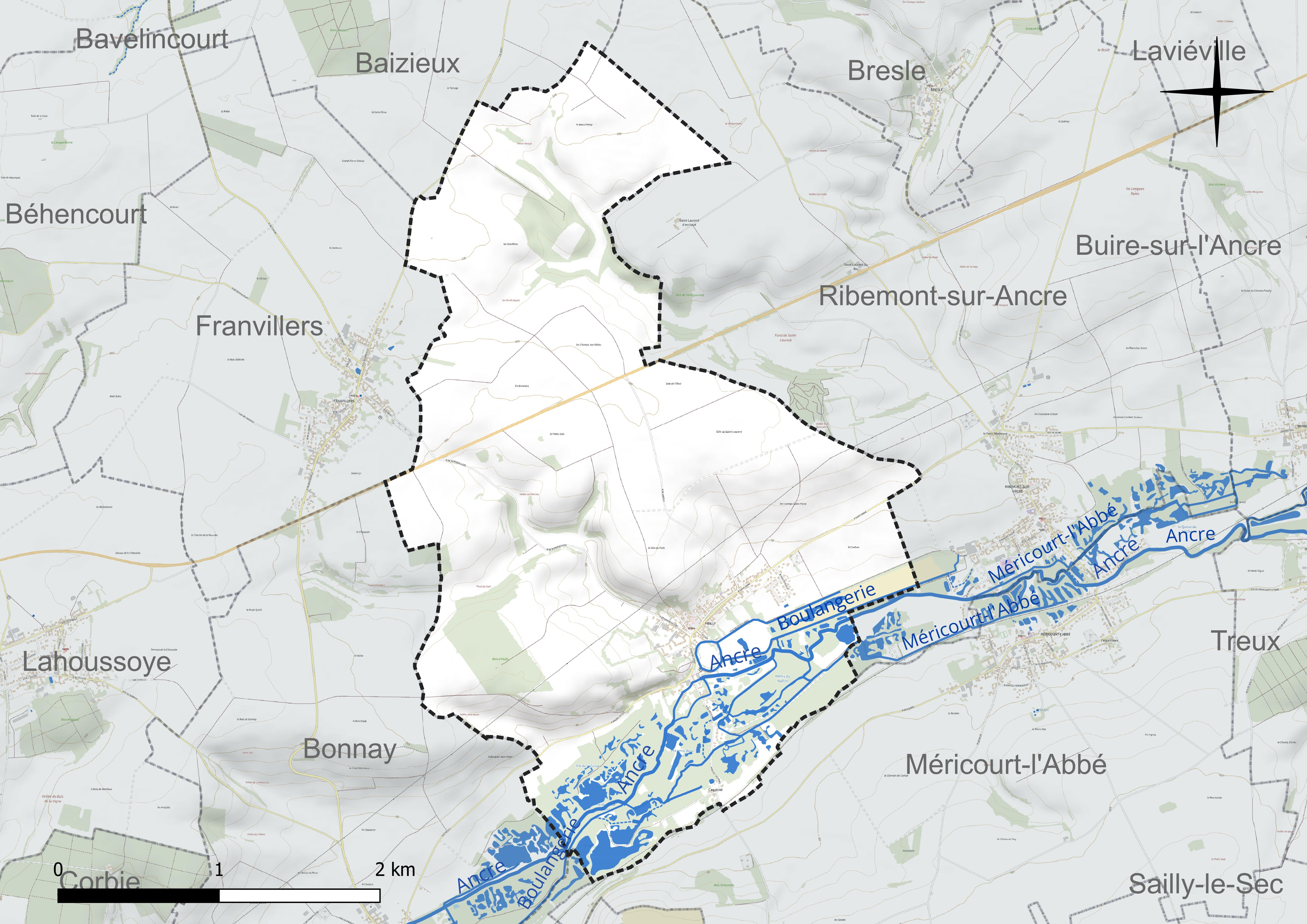
Réseau hydrographique d'Heilly.

#### Gestion et qualité des eaux
Le territoire communal est couvert par le schéma d'aménagement et de gestion des eaux (SAGE) « Somme aval et Cours d'eau côtiers ». Ce document de planification concerne un territoire de 1 835 km2 de superficie, délimité par le bassin versant de la Somme canalisée. Le périmètre a été arrêté le 29 avril 2010 et le SAGE proprement dit a été approuvé le 6 août 2019. La structure porteuse de l'élaboration et de la mise en œuvre est le syndicat mixte d'aménagement hydraulique du bassin versant de la Somme (AMEVA).
La qualité des cours d'eau peut être consultée sur un site dédié géré par les agences de l'eau et l'Agence française pour la biodiversité.

### Climat
Pour des articles plus généraux, voir Climat des Hauts-de-France et Climat de la Somme.
En 2010, le climat de la commune est de type climat océanique dégradé des plaines du Centre et du Nord, selon une étude du CNRS s'appuyant sur une série de données couvrant la période 1971-2000. En 2020, Météo-France publie une typologie des climats de la France métropolitaine dans laquelle la commune est exposée à un climat océanique et est dans la région climatique Nord-est du bassin Parisien, caractérisée par un ensoleillement médiocre, une pluviométrie moyenne régulièrement répartie au cours de l'année et un hiver froid (3 °C).
Pour la période 1971-2000, la température annuelle moyenne est de 10,5 °C, avec une amplitude thermique annuelle de 14 °C. Le cumul annuel moyen de précipitations est de 714 mm, avec 12,1 jours de précipitations en janvier et 8,4 jours en juillet. Pour la période 1991-2020, la température moyenne annuelle observée sur la station météorologique la plus proche, située sur la commune de Méaulte à 9 km à vol d'oiseau, est de 10,7 °C et le cumul annuel moyen de précipitations est de 730,3 mm,. Pour l'avenir, les paramètres climatiques de la commune estimés pour 2050 selon différents scénarios d'émission de gaz à effet de serre sont consultables sur un site dédié publié par Météo-France en novembre 2022.

### Milieux naturels et biodiversdité
Dans la « Vallée aux Moines », les pelouses calcicoles subsistantes témoignent de l'abandon de pratiques pastorales. Quelques grattis de lapins et quelques  chemins ruraux, permettent la présence ici ou là de pelouses rases. La flore des prairies pâturées par des bovins et des chevaux est très proche de celle des pelouses calcicoles.
Les marais de la vallée de l'Ancre et les larris de la vallée aux moines, sont répertoriés en tant que Zone naturelle d'intérêt écologique, faunistique et floristique (Znieff) continentale de type 1 (Identifiant national : 220 320 026).

## Urbanisme

### Typologie
Au 1er janvier 2024, Heilly est catégorisée commune rurale à habitat dispersé, selon la nouvelle grille communale de densité à sept niveaux définie par l'Insee en 2022.
Elle est située hors unité urbaine. Par ailleurs la commune fait partie de l'aire d'attraction d'Amiens, dont elle est une commune de la couronne,. Cette aire, qui regroupe 369 communes, est catégorisée dans les aires de 200 000 à moins de 700 000 habitants,.

### Occupation des sols

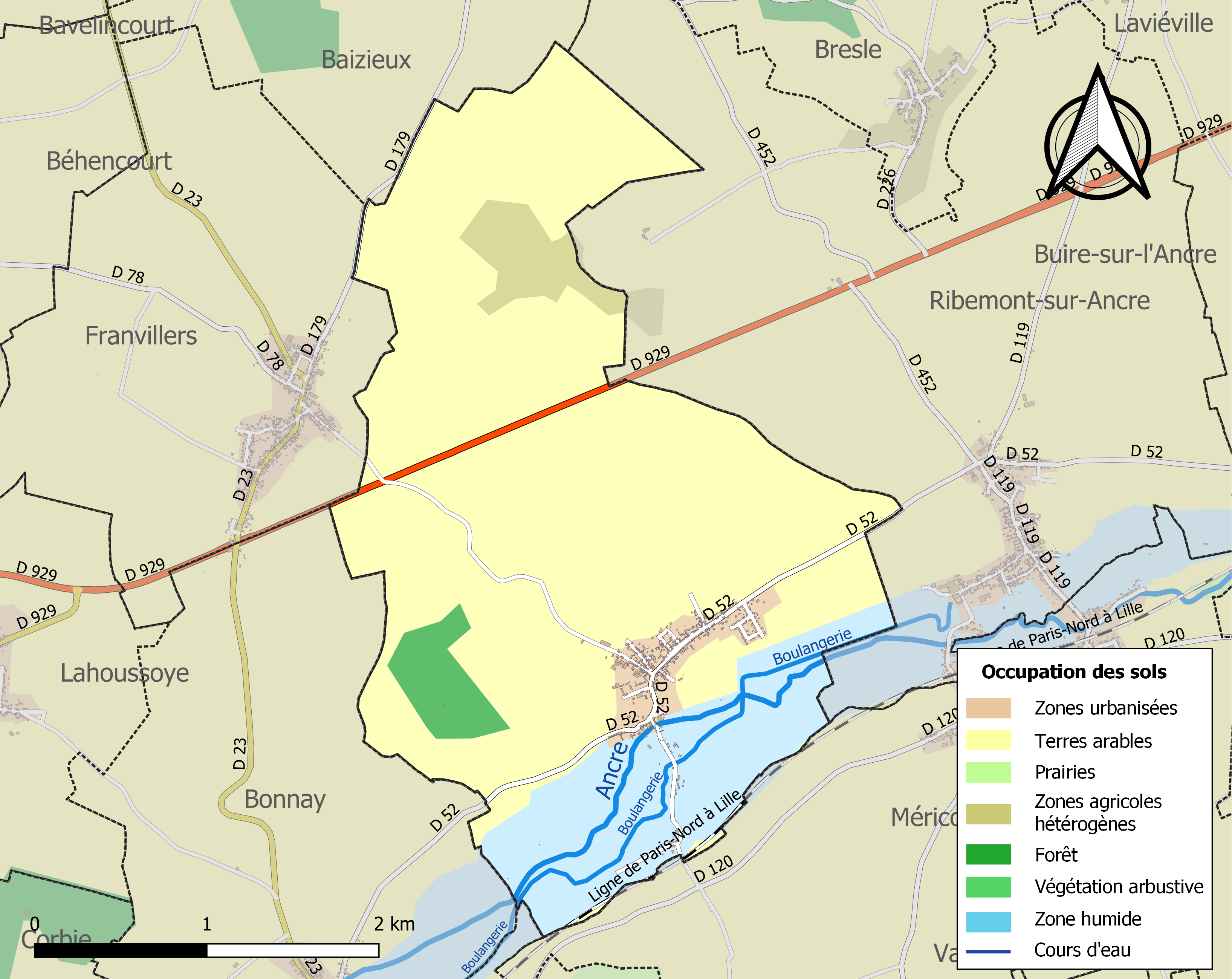
Carte des infrastructures et de l'occupation des sols de la commune en 2018 (CLC).

L'occupation des sols de la commune, telle qu'elle ressort de la base de données européenne d'occupation biophysique des sols Corine Land Cover (CLC), est marquée par l'importance des territoires agricoles (77,4 % en 2018), une proportion sensiblement équivalente à celle de 1990 (78,1 %). La répartition détaillée en 2018 est la suivante : 
terres arables (74 %), zones humides intérieures (16,3 %), zones urbanisées (3,4 %), zones agricoles hétérogènes (3,4 %), forêts (3 %). L'évolution de l'occupation des sols de la commune et de ses infrastructures peut être observée sur les différentes représentations cartographiques du territoire : la carte de Cassini (XVIIIe siècle), la carte d'état-major (1820-1866) et les cartes ou photos aériennes de l'IGN pour la période actuelle (1950 à aujourd'hui).

### Habitat et logement
En 2021, le nombre total de logements dans la commune était de 211, alors qu'il était de 202 en 2016 et de 182 en 2011.
Parmi ces logements, 89,1 % étaient des résidences principales, 3,8 % des résidences secondaires et 7,1 % des logements vacants. Ces logements étaient pour 99,5 % d'entre eux des maisons individuelles et pour 0 % des appartements.
Le tableau ci-dessous présente la typologie des logements à Heilly en 2021 en comparaison avec celle de la Somme et de la France entière. Une caractéristique marquante du parc de logements est ainsi la faible proportion des résidences secondaires et logements occasionnels (3,8 %) par rapport au département (8,4 %) et à la France entière (9,7 %).
| Typologie                                               | Heilly | Somme | France entière |
| ------------------------------------------------------- | ------ | ----- | -------------- |
| Résidences principales (en %)                           | 89,1   | 83,1  | 82,2           |
| Résidences secondaires et logements occasionnels (en %) | 3,8    | 8,4   | 9,7            |
| Logements vacants (en %)                                | 7,1    | 8,5   | 8,1            |

### Voies de communication et transports
Heilly est traversée par la route départementale RD 52 qui relie Bonnay et Ribemont-sur-Ancre.
Son territoire est traversé par l'ancienne RN 29 (actuelle RD 929), qui suit l'antique tracé de la voie romaine Amiens - Bavay, ainsi que par la ligne de Paris-Nord à Lille.
La gare d'Heilly est une halte desservie par des trains TER Hauts-de-France qui effectuent des missions entre les gares d'Amiens et de Albert.
Le village est également desservi en 2019 par les lignes d'autocars du réseau interurbain Trans'80 Hauts-de-France (ligne no 37).

## Toponymie

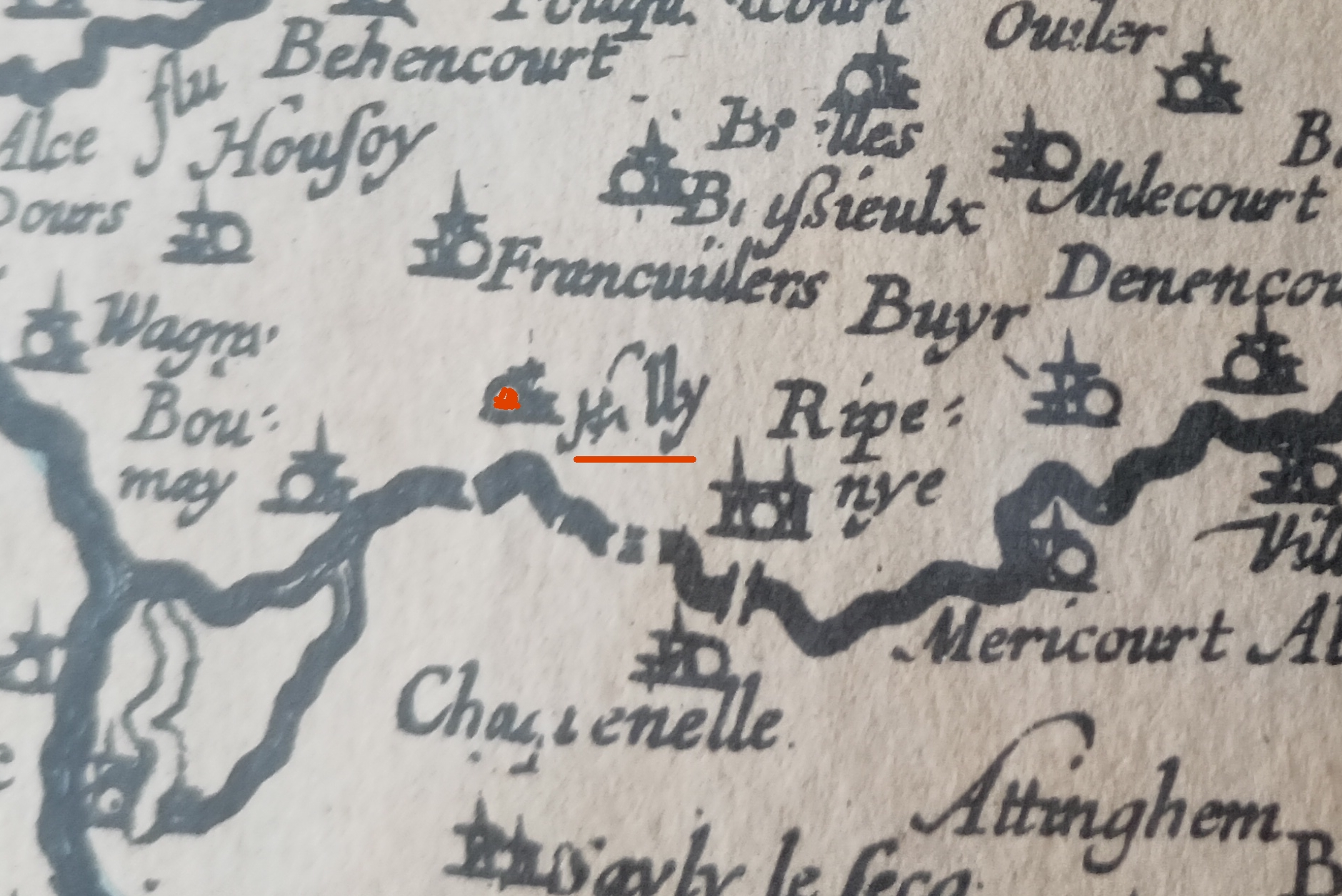
Heilly sur une carte de la Picardie de 1620.

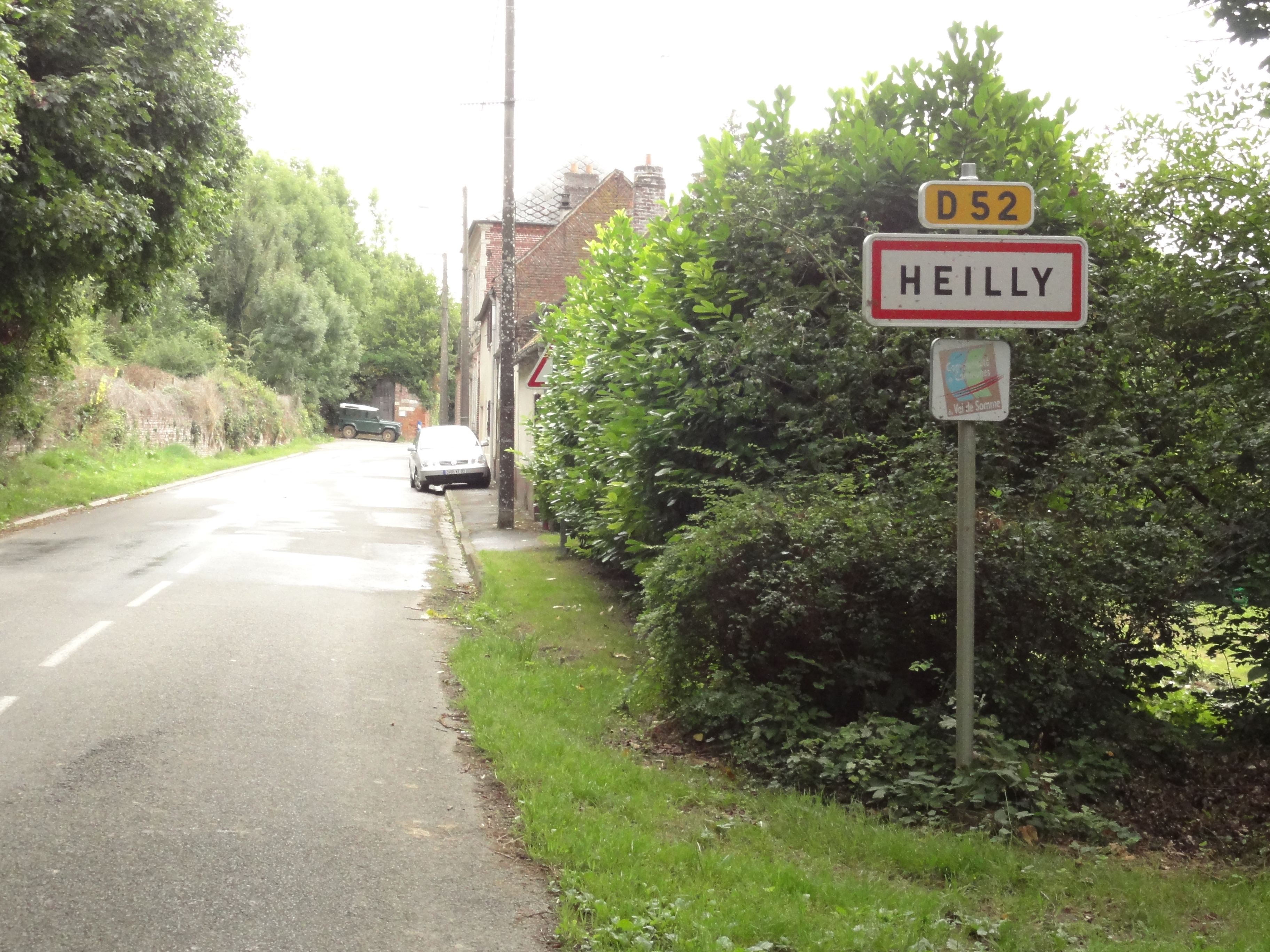

## Histoire

### Antiquité
Des traces d"habitat gallo-romain ont été retrouvées à Heilly au XIXe siècle.

### Moyen Âge
La famille d'Heilly détenait la seigneurie du XIe au XIIIe siècle. Le premier seigneur de cette famille connu était Nocher d'Heilly (986-1048).
Au XIIIe siècle, la seigneurie d'Heilly passa par mariage à la famille de Créquy, Baudouin de Créquy ayant épousé Aalis d'Heilly, fille de Thibaud IV d'Heilly et Marie de Picquigny. Puis elle échut à la famille de Belloy puis d'Hargicourt avant de passer à la famille de Pisseleu par le mariage de Marie d'Hargicourt et de Jean de Pisseleu, en 1444.

### Époque moderne
Au XVIe siècle, François Ier vient au château d'Heilly rendre visite à Anne de Pisseleu, sa favorite.
En 1553, les Espagnols incendient le château.
En 1636, pendant la guerre de Trente Ans, le château est ruiné par les troupes espagnoles, puis à nouveau détruit en 1649, avant d'être reconstruit à partir de 1650 sur les fondations médiévales,.
Au XVIIIe siècle, Louis Charles de Gouffier, seigneur d'Heilly, fait embellir le château par Pierre Contant d'Ivry, les grilles furent réalisées par Jean Veyren. Il fit également réaliser des jardins à la française agrémenté d'un grand canal. Pour ce faire il fit détruire l'église paroissiale et la fit reconstruire à son emplacement actuel.

### Révolution française et Premier Empire
Charles Fournier, professeur émérite de théologie au collège d'Amiens, curé d'Heilly de 1757 à 1791, est  élu député du clergé pour le bailliage d'Amiens aux États généraux de 1789 en même temps que l'évêque d'Amiens Louis de Machault d'Arnouville. Refusant d'adhérer aux idées nouvelles, il démissionne de son mandat de député le 24 octobre 1790 et il refuse de prêter serment de fidélité à la constitution. Prêtre réfractaire, il émigre et meurt à Coblence ou à Erfurt vers 1794.
Au début de la Révolution française, en 1789, les cahiers de doléances d'Heilly demandent la possibilité du rachat des droits de champart et de dîme.
En 1792, le conseil municipal réclame à Choiseul-Gouffier, ancien seigneur d'Heilly, 23 200 livres d'indemnités pour la tourbe extraite dans le marais communal ; la commune tente d'acquérir, sans rachat, 349 arbres plantés sur le marais communal par l'ancien seigneur.
Le comte de Choiseul-Gouffier, ambassadeur à Constantinople, refuse de rentrer en France et devient émigré ; grâce à son épouse restée sur place, il retrouve presque intact leur domaine d'Heilly à son retour d'émigration.

### Époque contemporaine

#### Restauration
En 1817, Antoinette Françoise Sidonie de Choiseul-Gouffier et son époux le marquis de Torcy offrent deux cloches à l'église d'Heilly en remplacement de celles fondues en 1793,.

#### Monarchie de Juillet
En 1846, la ligne de Paris-Nord à Lille est mise en service, ainsi que la gare d'Heilly, facilitant le déplacement des habitants et le transport des marchandises.
La même année, le comte de Chabrillan, héritier du château, le met en vente. Faute d'acheteur, il est vendu à démolir ; la grille de chasse est déposée et remontée à l'entrée du château de Bertangles.

#### Première Guerre mondiale
Pendant la Première Guerre mondiale, sa position sur la ligne de chemin de fer Albert-Amiens lui vaut  d'accueillir, à partir de 1916, plusieurs unités médicales (centres d'évacuation de blessés, hôpital de campagne). Le cimetière militaire britannique voisin, sur le territoire de la commune de Méricourt-l'Abbé, compte plus de 3 000 tombes, la plupart victimes de la bataille de la Somme.

Vues de la station d'évacuation de soldats britanniques blessés pendant la Bataille de la Somme
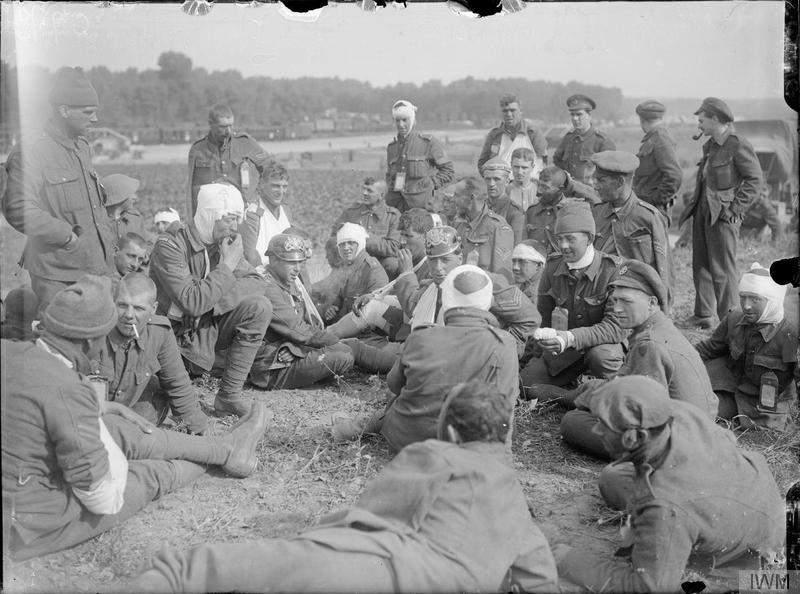
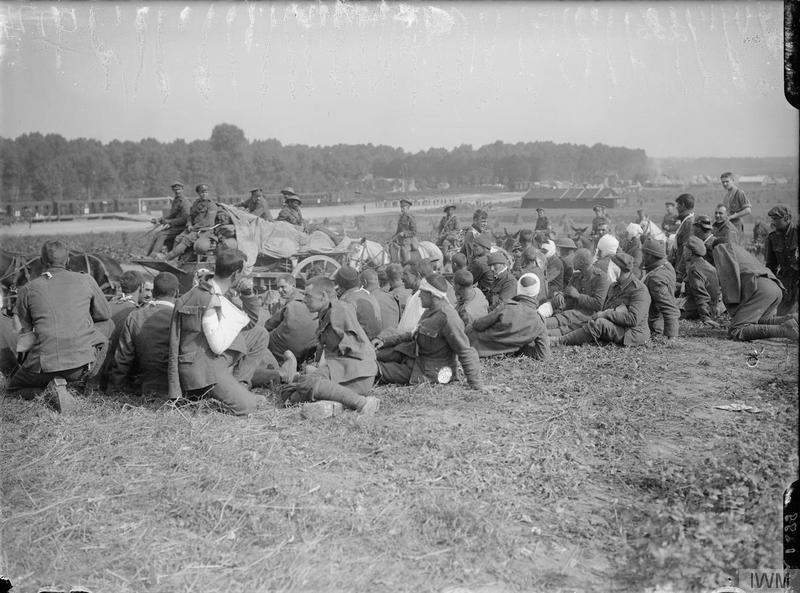
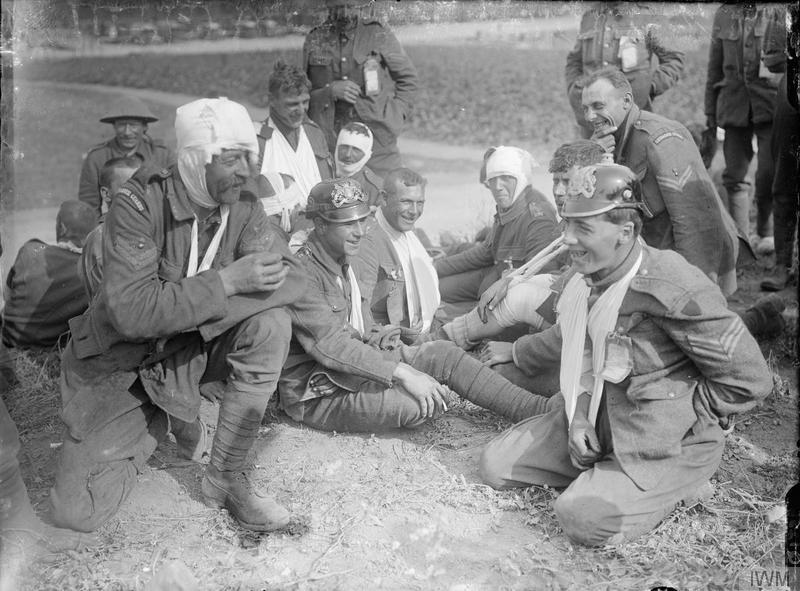
Soldats britanniques blessés portant des casques allemands

Ayant subi des dégâts, notamment en 1918, il est décoré de la Croix de guerre 1914-1918 le 28 octobre 1920.

#### Seconde Guerre mondiale
Lors de la Seconde Guerre mondiale, le 20 juin 1940, premier jour de l'Occupation, un avion de chasse français s'écrase près de la gare. La commune est libérée le 1er septembre 1944 par une estafette anglaise et des résistants.

## Politique et administration

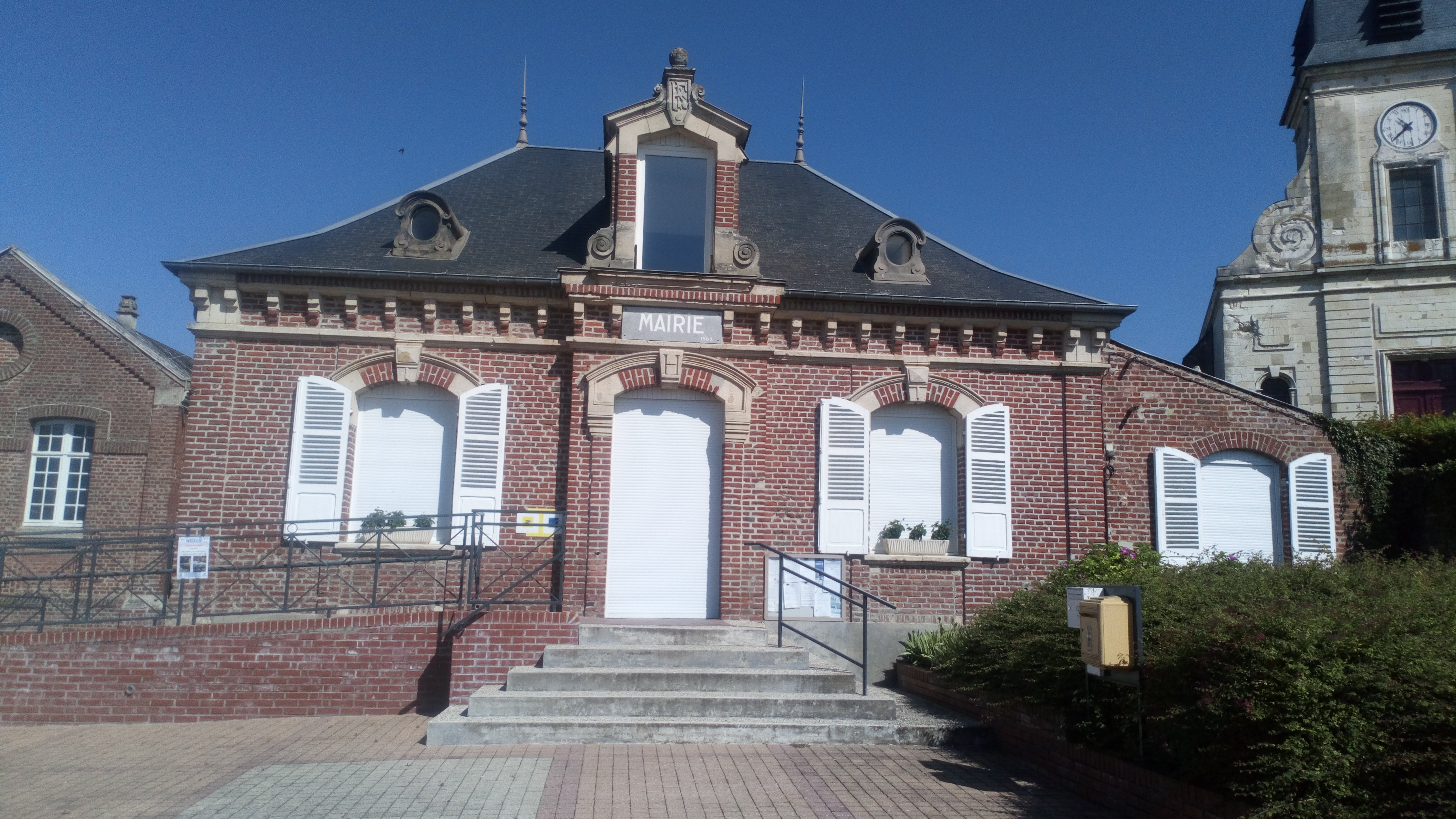
La mairie.

### Rattachements administratifs et électoraux

#### Rattachements administratifs
La commune se trouve dans l'arrondissement d'Amiens du département de la Somme.
Elle faisait partie depuis 1793 du canton de Corbie. Dans le cadre du redécoupage cantonal de 2014 en France, cette circonscription administrative territoriale a disparu, et le canton n'est plus qu'une circonscription électorale.

#### Rattachements électoraux
Pour les élections départementales, la commune fait partie depuis 2014 d'un nouveau canton de Corbie porté de 23 à 40 communes.
Pour l'élection des députés, elle fait partie de la quatrième circonscription de la Somme.

### Intercommunalité
Heilly est membre de la communauté de communes du Val de Somme, un établissement public de coopération intercommunale (EPCI) à fiscalité propre créé fin 1993  et auquel la commune a transféré un certain nombre de ses compétences, dans les conditions déterminées par le code général des collectivités territoriales.

### Liste des maires
| Période                                  | Période                       | Identité           | Étiquette | Qualité |
| ---------------------------------------- | ----------------------------- | ------------------ | --------- | --- |
| Les données manquantes sont à compléter. |                               |                    |           | |
|                                          |                               |                    |           | |
|                                          |                               | Pierre Louis Cauët |           | Propriétaire, cultivateur à Heilly. Ancien militaire. Suppléant du juge de paix. Conseiller d'arrondissement de Corbie (1839 → 1848) |
|                                          |                               |                    |           | |
| 1906                                     | 1913                          | Gustave Quinot     |           | |
| 1913                                     | 1919                          | Félicien Bled      |           | |
| 1919                                     | 1959                          | Alcide Brochet     |           | |
| 1945                                     | 1947                          | Lucien Bailleux    |           | |
| 1947                                     | 1959                          | Alcide Brochet     |           | |
| 1959                                     | 1971                          | Daniel Desmarquet  |           | |
| 1971                                     | 2014                          | Bernard Marcille   |           | |
| 2014                                     | mai 2020                      | Bernadette Gallet  |           | |
| mai 2020                                 | En cours (au 23 janvier 2023) | Hubert Fleury      |           | Cadre retraité |

## Équipements et services publics

### Enseignement
L'enseignement élémentaire local est assuré dans le cadre d'un regroupement pédagogique intercommunal qui comprend les communes d'Heilly, Ribemont-sur-Ancre, Bresle et Méricourt-l'Abbé. En 2020, 176 enfants sont scolarisés dans la structure.
L'école  primaire publique Les quatre saisons accueille 54 élèves pour l'année scolaire 2017 - 2018.
La cantine scolaire est implantée à Ribemont.

### Postes et télécommunications
En 2020, Heilly dispose d'une agence postale communale

## Population et société

### Démographie
L'évolution du nombre d'habitants est connue à travers les recensements de la population effectués dans la commune depuis 1793. Pour les communes de moins de 10 000 habitants, une enquête de recensement portant sur toute la population est réalisée tous les cinq ans, les populations de référence des années intermédiaires étant quant à elles estimées par interpolation ou extrapolation. Pour la commune, le premier recensement exhaustif entrant dans le cadre du nouveau dispositif a été réalisé en 2004.

En 2022, la commune comptait 440 habitants, en évolution de +5,26 % par rapport à 2016 (Somme : −1,26 %, France hors Mayotte : +2,11 %).
| 1793 | 1800 | 1806 | 1821 | 1831 | 1836 | 1841 | 1846 | 1851 |
| ---- | ---- | ---- | ---- | ---- | ---- | ---- | ---- | ---- |
| 542  | 582  | 618  | 689  | 701  | 758  | 794  | 774  | 764  |

| 1856 | 1861 | 1866 | 1872 | 1876 | 1881 | 1886 | 1891 | 1896 |
| ---- | ---- | ---- | ---- | ---- | ---- | ---- | ---- | ---- |
| 743  | 730  | 671  | 618  | 551  | 543  | 529  | 525  | 524  |

| 1901 | 1906 | 1911 | 1921 | 1926 | 1931 | 1936 | 1946 | 1954 |
| ---- | ---- | ---- | ---- | ---- | ---- | ---- | ---- | ---- |
| 472  | 391  | 412  | 421  | 426  | 423  | 421  | 422  | 400  |

| 1962 | 1968 | 1975 | 1982 | 1990 | 1999 | 2004 | 2006 | 2009 |
| ---- | ---- | ---- | ---- | ---- | ---- | ---- | ---- | ---- |
| 367  | 346  | 343  | 353  | 391  | 399  | 400  | 416  | 387  |

| 2014 | 2019 | 2022 | - | - | - | - | - | - |
| ---- | ---- | ---- | - | - | - | - | - | - |
| 412  | 435  | 440  | - | - | - | - | - | - |

### Manifestations culturelles et festivités
Les « Fantômes du vendredi », animation phare de la saison touristique en Val de Somme, se tiennent pour la deuxième fois à Heilly en 2022, dans le décor du château,.

### Sports et loisirs
L'ASL - Tennis Club d'Heilly  accueille (en 2020) 130 licenciés, dont 80 enfants avec une équipe première qui évolue en Régionale 1. Le club dispose de deux courts communaux, un couvert et un découvert.

## Économie
L'essentiel des activités économiques de la commune repose sur l'agriculture, le commerce et l'artisanat de proximité. Un restaurant-motel est situé dans le village, non loin de l'église.

## Culture locale et patrimoine

### Lieux et monuments
- Église Saint-Pierre  Inscrit MH (2001)[48]  reconstruite de 1778 à 1780 par la famille Choiseul-Gouffier sur un nouvel emplacement afin de la recentrer dans le village, lui-même décentré à la suite des travaux du château. Les treize verrières ont été réalisées par Pierre Pasquier[49],[50],[51]. Sa façade est munie d'un cadran solaire. Cette église renferme une statue de saint Vincent de Paul en bois bruni  Classé MH (1984) attribuée à Jean-Baptiste Carpentier.

- Vestiges du château du XVIIIe siècle Inscrit MH (2001)[52] et des aménagements de l'ancien parc (parterres, canal) par Pierre Contant d'Ivry[53],[54],[55],[56]. Belle orangerie en pierre (façade avec niches) et en briques construite sous la terrasse du château.
L'intercommunalité envisage en 2021 de réaliser une reconstitution virtuelle du château en 3D[57].

- Plusieurs bâtiments de ferme du XVIIIe siècle sont visibles dans le village.
- Monument aux morts.
- Calvaire.
Le site est accessible par la rue de la Grande-Carrière. Érigé sur une pente formant terre-plein descendant vers le village, et constitué d'une croix surmontant un rocher artificiel abritant une grotte, plusieurs de ses statues sont endommagées (résultat de vandalisme). Sans que soit envisagée pour l'instant une restauration, la remise en valeur du site semble amorcée (fauchage et élagage)[Quand ?] même si les hauts arbres d'une propriété voisine empêchent de jouir du panorama sur le village et la vallée de l'Ancre.
- le moulin à eau

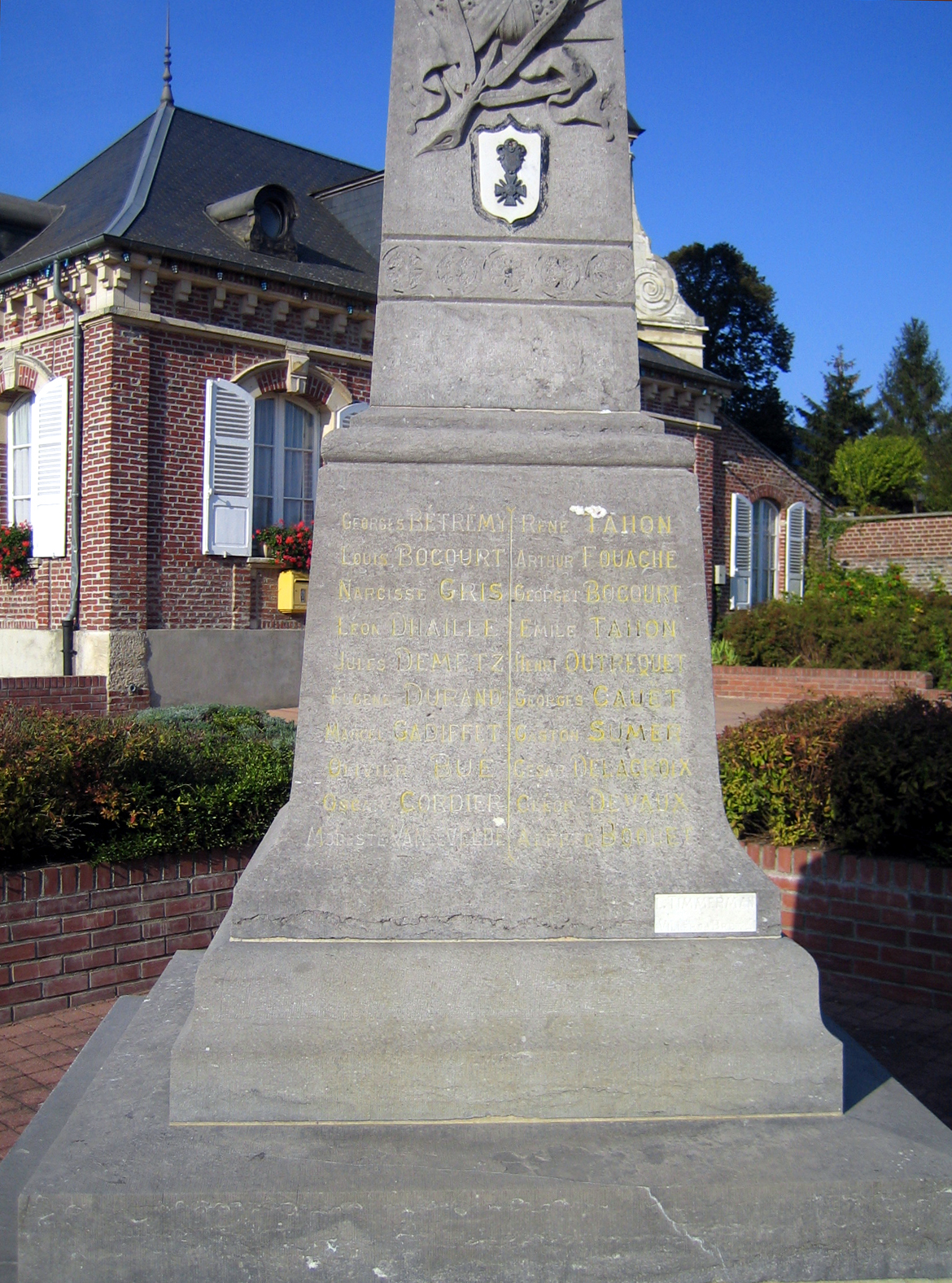
Vue partielle du monument aux morts.
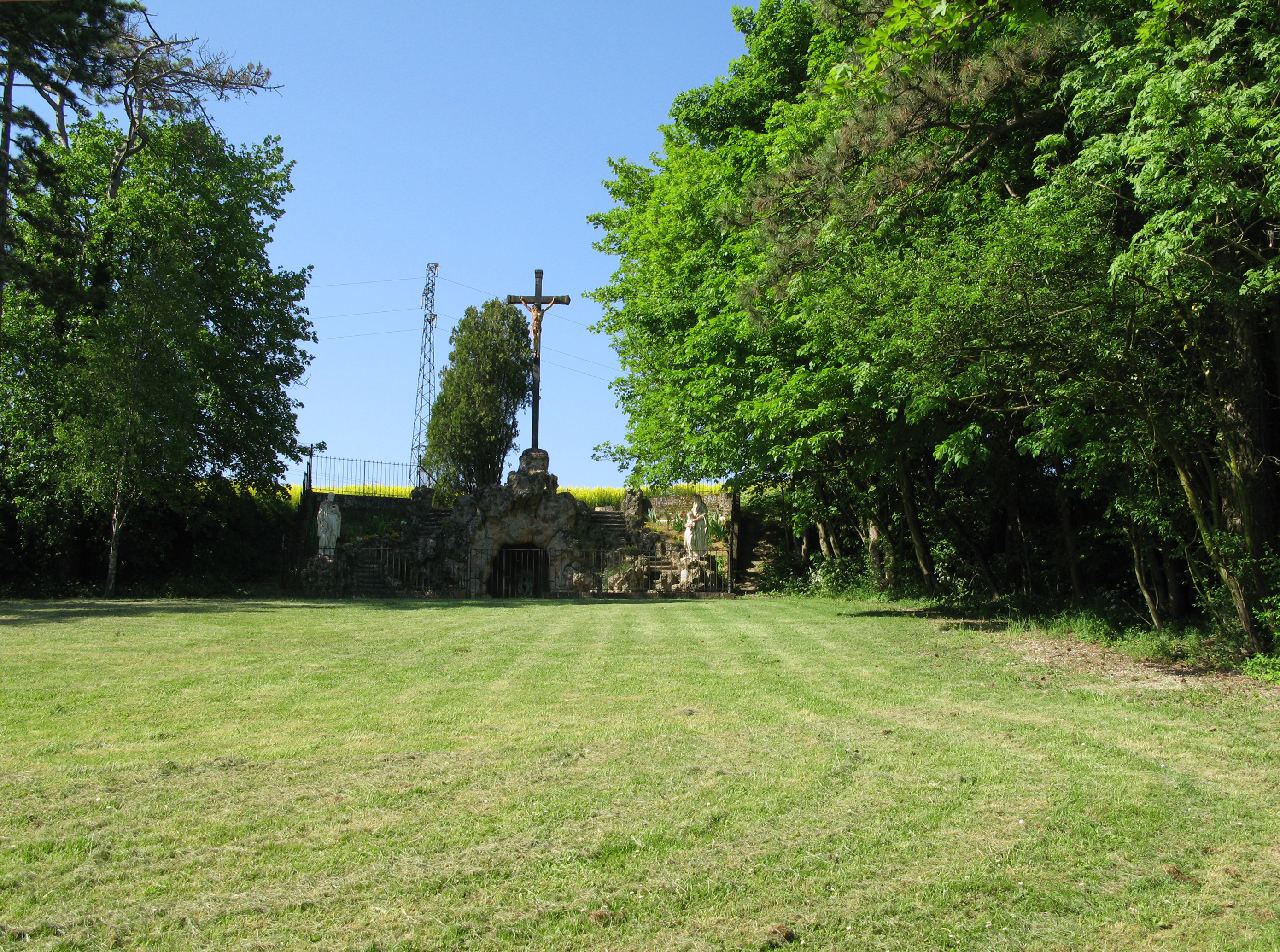
Le terre-plein du Calvaire.
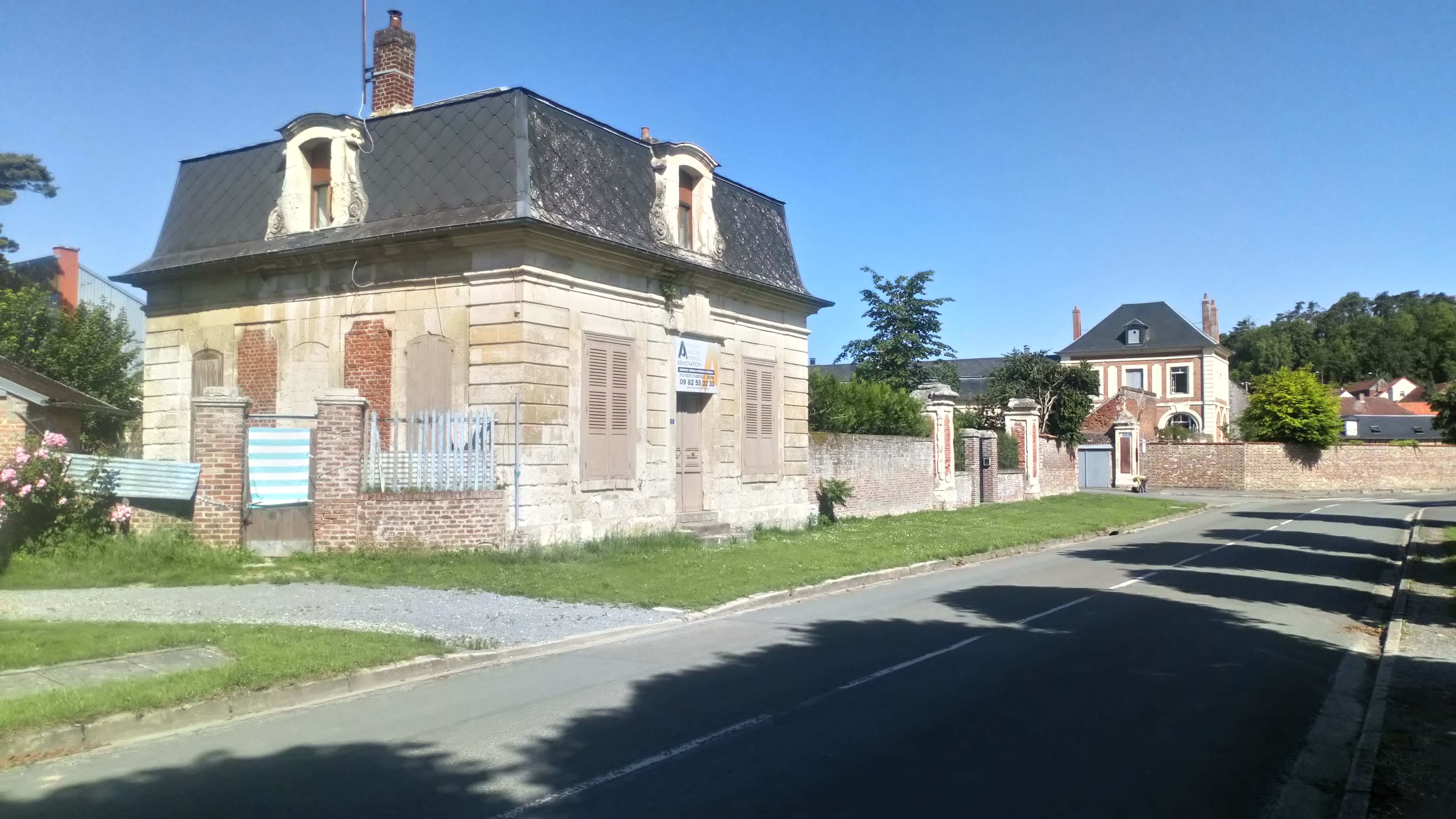
Vestiges du château : la maison du portier (le concierge).
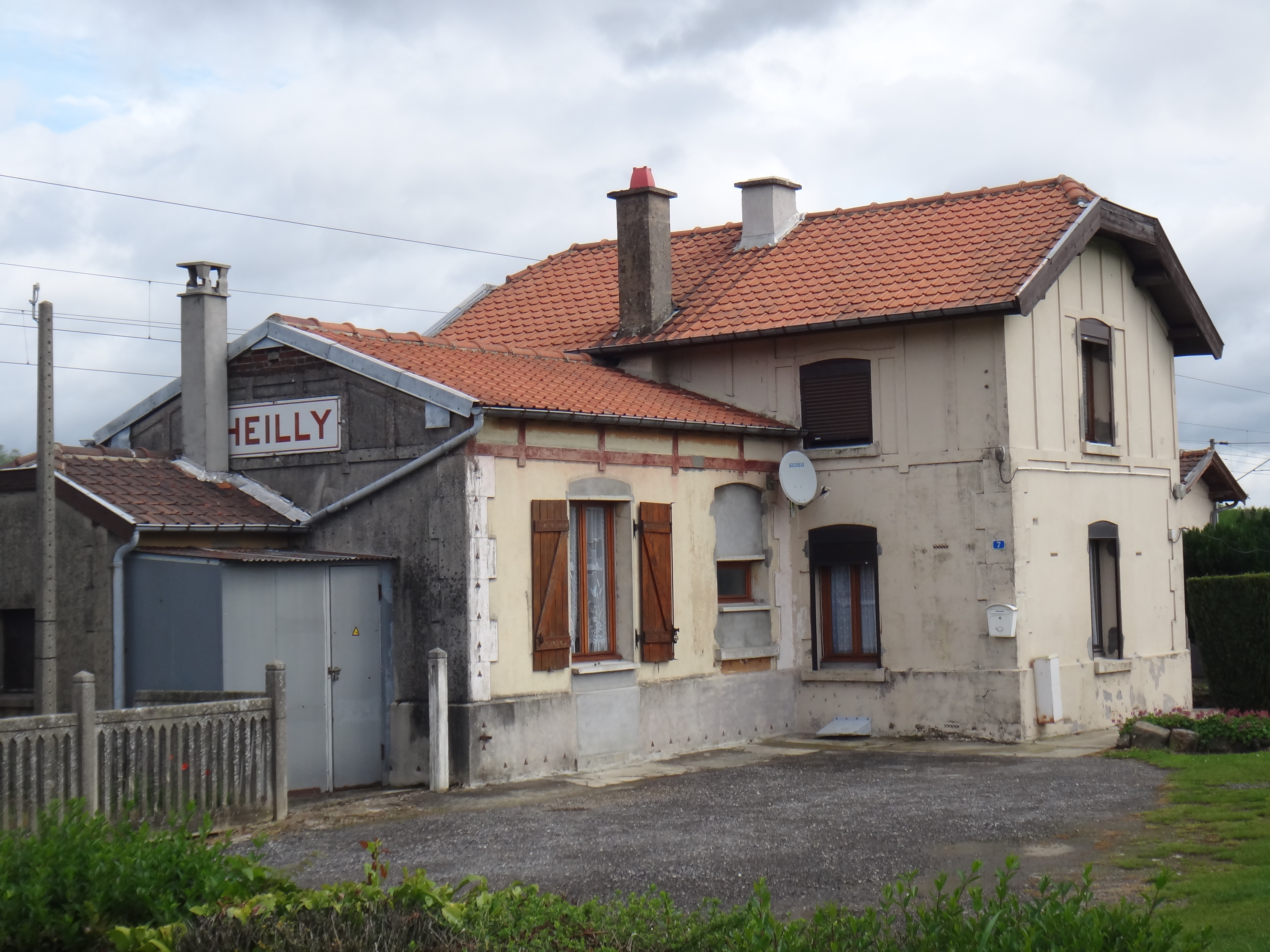
L'ancienne gare

### Personnalités liées à la commune
- Anne de Pisseleu (vers 1508-1580), favorite de François Ier, vit une grande partie de son enfance à Heilly ; elle y est morte.

- Jean-Louis Baudelocque (1745-1810), médecin accoucheur et professeur d'obstétrique français, considéré comme un des pères de l'obstétrique, y est né.
- Louis-Charles Deneux (1767-1846), également médecin et accoucheur, notamment de la duchesse de Berry, et cousin de J.-L. Baudelocque, et son successeur comme titulaire de chaire à l'École de médecine de Paris en 1828[58], y est né.
- Alain Gest (1950- ), homme politique français, conseiller municipal de 1989 à 2001.

### Heilly dans la légende
Selon une légende locale, sur le territoire de la commune, se serait trouvé un château qui aurait appartenu à Ganelon, sire de Hautefeuille, qui, dans la Chanson de Roland, fut accusé d'avoir provoquer, par traitrise, la mort de Roland à Roncevaux.
Cette légende raconte que Charlemagne serait venu en personne à Heilly pour s'assurer que Ganelon ne l'avait pas trahi. Celui-ci jura par la tour de son château qu'il était innocent et, au même instant, la tour se fendit, Ganelon fut écartelé dans le potager du château et la terre de Hautefeuille fut donnée par Charlemagne à son cousin Karl d'Heilly. C'est depuis cette époque que la seigneurie et le village portent le nom d'Heilly, mais les habitants sont restés des Hautefeuillois.

### Heilly dans les arts et la litérature
Un roman de Roger de Beauvoir, auteur du XIXe siècle, s'intitule : Le Moulin d'Heilly

### Héraldique
| Blason de Heilly | Blason  | De gueules à la bande d'or chargée de cinq fusées aboutées d'azur et accompagnée en pointe d'une coquille d'or. Ornements extérieursCroix de guerre 1914-1918 DeviseHeilly tout à part li |
| Blason de Heilly | Détails | Le statut officiel du blason reste à déterminer. |
| Blason de Heilly | Alias   | De gueules à la bande fuselée d'or de trois pièces et deux demies (ou cinq). Armes de la famille d'Heilly.                                                                                |

## Pour approfondir